# Tondo Pitti
Le Tondo Pitti  (ou Madone Pitti) est un bas-relief rond (tondo) en marbre, une sculpture réalisée par Michel-Ange vers 1504-1505 représentant la Vierge Marie et l'Enfant Jésus avec Jean-Baptiste enfant. Son diamètre  est de 85 cm environ. L'œuvre est conservée au musée national du Bargello à Florence.

## Histoire
Cette sculpture a été commandée par Bartolomeo Pitti, donnée par son fils Miniato Pitti à Luigi Guicciardini, et finalement acquise en 1823 pour être exposée au  Bargello.

## Description
La Vierge s'inscrit exactement  au centre du format rond et son visage finement détaillé fait face (a contrario de la Madone Taddei) ; Jésus est situé à sa gauche, accoudé sur le livre ouvert sur les genoux de sa mère. Une figure apparaît à gauche du format, Jean-Baptiste enfant.
L'aspect non-finito  traduit une fois de plus l'esthétique de l'inachevé de Michel-Ange : La figure du petit saint Jean émerge difficilement  de la pierre non polie. Les coups de ciseau sont restés visibles sur le pourtour rond de la pierre.

## Sources
- (ca) Cet article est partiellement ou en totalité issu de l’article de Wikipédia en catalan intitulé « Tondo Pitti » (voir la liste des auteurs).